# Tipsligan 2011
Tipsligan 2011 vanns av HJK Helsingfors från huvudstaden med 24 poängs försprång till tvåan FC Inter. Mästerskapet var HJK:s 24:e i ordningen och tredje i följd.
Serien skulle ha spelats med 14 lag men reducerades till att omfatta tolv lag då AC Oulu (Uleåborg) och Tampere United (Tammerfors) nekades deltagande. Som en konsekvens av detta ändrades antalet matcher till 33, jämfört med tilltänkta 26; lagen mötte varandra tre gånger istället för tilltänkta två. AC Oulu nekades ligalicens till följd av ekonomiska orsaker. Klubben tilläts dock att spela i Ettan. Tampere United nekades tillträde till seriesystemet helt eftersom föreningen misstänktes för pengatvätt. Efter det beskedet lades klubben ned. Till följd av dessa stökiga licensförhållanden sköts ligastarten till 2 maj och ligaspelet slutfördes den 29 oktober.
RoPS från Rovaniemi hade stigit till ligan efter att ha vunnit Ettan 2010, de ersatte Lahtis. JJK hade försvarat sin ligaplats i kvalspelet mot Viikingit.

## Lagfakta
Fotbollsföreningarnas hemmaplaner för säsongen 2011:
| Namn                             | Hemmalag         | Publikkapacitet |
| -------------------------------- | ---------------- | --------------- |
| Tölö fotbollsstadion Helsingfors | HJK              | 10 770          |
| Veritas Stadion Åbo              | TPS och FC Inter | 9 372           |
| Jakobstads centralplan           | FF Jaro          | 5 000           |
| Kuopio centralplan               | KuPS             | 4 700           |
| Sandvikens fotbollsstadion Vasa  | VPS              | 4 600           |
| Hagalunds idrottspark Esbo       | FC Honka         | 4 500           |
| Saviniemen jalkapallostadion     | MyPa             | 4 167           |
| Harju stadion Jyväskylä          | JJK              | 4 000           |
| Tehtaan kenttä Valkeakoski       | FC Haka          | 3 544           |
| Rovaniemen keskuskenttä          | RoPS             | 3 400           |
| Wiklöf Holding Arena Mariehamn   | IFK Mariehamn    | 1 635           |

## Tabell
| Nr | Lag                        | S  | V  | O  | F  | GM | IM | MS  | P  |
| -- | -------------------------- | -- | -- | -- | -- | -- | -- | --- | -- |
| 1  | HJK Helsingfors            | 33 | 26 | 3  | 4  | 86 | 23 | +63 | 81 |
| 2  | Inter Åbo                  | 33 | 16 | 9  | 8  | 70 | 44 | +26 | 57 |
| 3  | Jyväskylän Jalkapalloklubi | 33 | 14 | 12 | 7  | 60 | 48 | +12 | 54 |
| 4  | Honka                      | 33 | 13 | 14 | 6  | 57 | 40 | +17 | 53 |
| 5  | Turun Palloseura           | 33 | 13 | 11 | 9  | 48 | 44 | +4  | 50 |
| 6  | Kuopion Palloseura         | 33 | 10 | 10 | 13 | 44 | 55 | −11 | 40 |
| 7  | IFK Mariehamn              | 33 | 10 | 8  | 15 | 39 | 47 | −8  | 38 |
| 8  | Myllykosken Pallo          | 33 | 11 | 5  | 17 | 39 | 52 | −13 | 38 |
| 9  | Vaasan Palloseura          | 33 | 8  | 13 | 12 | 32 | 44 | −12 | 37 |
| 10 | Haka                       | 33 | 10 | 7  | 16 | 36 | 60 | −24 | 37 |
| 11 | Jaro                       | 33 | 7  | 10 | 16 | 49 | 64 | −15 | 31 |
| 12 | Rovaniemen Palloseura      | 33 | 5  | 8  | 20 | 39 | 78 | −39 | 23 |

## Statistik

### Skytteliga
22 mål
- Timo Furuholm, FC Inter

16 mål
- Tamás Gruborovics, JJK
- Akseli Pelvas, HJK

15 mål
- Henri Lehtonen, FC Inter
- Mika Ojala, FC Inter
- Berat Sadik, HJK
- Demba Savage, FC Honka

14 mål
- Baba Wusu, JJK

11 mål
- Mika Ääritalo, TPS
- Papa Niang, FF Jaro
- Teemu Pukki, HJK
- Ilja Venäläinen, KuPS

10 mål
- José Rivera, RoPS

9 mål
- Dudu, FC Honka
- Irakli Sirbiladze, FF Jaro
- Olajide Williams, KuPS

8 mål
- Njazi Kuqi, TPS
- Pekka Sihvola, FC Haka
- Erfan Zeneli, HJK

7 mål
- Toni Lehtinen, IFK Mariehamn
- Dickson Nwakaeme, KuPS
- Shane Robinson, FC Haka
- Sebastian Strandvall, IFK Mariehamn
- Tim Väyrynen, FC Honka

6 mål
- Jussi Aalto, FF Jaro
- Petteri Forsell, IFK Mariehamn
- Mikko Hyyrynen, JJK
- Antonio Inutile, VPS
- Tommi Kari, JJK
- Niko Kukka, MyPa
- Mika Lahtinen, RoPS
- Mikko Manninen, JJK
- Riley O'Neil, MyPa
- Ville Oksanen, MyPa
- Sebastian Sorsa, HJK
- Jussi Vasara, FC Honka

5 mål
- Tapio Heikkilä, FC Honka
- Mikko Innanen, MyPa
- Toni Kolehmainen, TPS
- Jarno Mattila, FC Haka
- Obi Metzger, FC Haka
- Roope Riski, TPS
- Maksim Votinov, MyPa

4 mål
- Cheyne Fowler, HJK
- Aleksei Kangaskolkka, IFK Mariehamn
- Juho Lähde, TPS
- Sebastian Mannström, HJK
- Steven Morissey, VPS
- Eetu Muinonen, RoPS
- Jani Virtanen, JJK
- Mattias Wargh, FF Jaro

3 mål
- Domagoj Abramovic, FC Inter
- Ilari Äijälä, FC Honka
- Kim Alonen, RoPS
- Dawda Bah, HJK
- Edgar Bernhardt, VPS
- Thomas Götzl, RoPS
- Tommi Haanpää, FF Jaro
- Miikka Ilo, KuPS
- Frank Jonke, FC Inter
- Joni Kauko, FC Inter
- Aleksandr Kokko, VPS
- Uchenna Okaru, TPS
- Severi Paajanen, FC Inter
- Jarno Parikka, HJK
- Jami Puustinen, FC Honka
- Ilya Vaganov, FF Jaro
- Maksim Vasilyev, FF Jaro
- Venance Zézéto, FF Jaro

### Publikliga
| Lag                  | Publiksnitt |
| -------------------- | ----------- |
| HJK, Helsingfors     | 3 610       |
| TPS, Åbo             | 3 595       |
| JJK, Jyväskylä       | 3 512       |
| FC Inter, Åbo        | 2 224       |
| VPS, Vasa            | 2 111       |
| KuPS, Kuopio         | 2 035       |
| FC Honka, Esbo       | 1 968       |
| FF Jaro, Jakobstad   | 1 472       |
| IFK Mariehamn        | 1 416       |
| RoPS, Rovaniemi      | 1 411       |
| FC Haka, Valkeakoski | 1 321       |
| MyPa, Anjalankoski   | 1 122       |